# Luciano Trolli
Luciano Trolli (Como, 13 marzo 1904 – Como, 19 maggio 1973) è stato un nuotatore e ingegnere italiano.

## Carriera
Specializzato nella rana e vincitore di un titolo italiano nei 400 metri rana, che allora erano distanza olimpica, ha partecipato ai giochi di Parigi nel 1924 e agli europei del 1927 a Bologna.

## Palmarès
| Giochi Olimpici     | 200 m rana               |
| 1924 Parigi Francia | elim. in batteria 3'23"0 |

### Campionati italiani
1 titolo individuale
- 1 nei 400 m rana

nd = non disputata
| Anno | Edizione | rana 100 m | rana 200 m | rana 400 m | mista 4×50 m |
| ---- | -------- | ---------- | ---------- | ---------- | ------------ |
| 1924 | Estivi   | nd         | 3          | 1          | nd           |
| 1925 | Estivi   | nd         | 2          | nd         | nd           |
| 1926 | Estivi   | 3          | nd         | -          | nd           |
| 1927 | Estivi   | nd         | -          | nd         | 3            |
| 1928 | Estivi   | nd         | -          | nd         | 3            |
| 1929 | Estivi   | nd         | -          | nd         | 3            |